# 小口沙條鮫
小口沙條鮫（学名：Hemigaleus microstoma），又名犁鰭半沙條鯊、沙條，为白眼鮫目沙條鮫科半沙條鯊屬下的一个种。主要分布于印度南部、中国南部以及东南亚部分地区，体长最长可达1.1米。
其种加词“microstoma”意为“小口的”。